# ألان جيراس
أَلاَن جِيرَاس (Alain Giresse) (مواليد 2 أغسطس من العام 1952) لاعب كرة قدم فرنسي في خط الوسط، لقد لعب مع الفريق في كأس العالم 1982 حيث وصل الفريق إلى المركز الرابع حينها، ولقد لعب أيضاً مع الفريق في كأس العالم 1986 حيث وصل الفريق إلى المركز الثالث. لقد برز بقوة مع فريقه في كأس الأمم الأوروبية 1984 حيث حصل الفريق على البطولة حينه، وقد كان يلعب في خط الوسط مع ميشيل بلاتيني ولويس فيرنانديز وجين تيغانا واشتهر خط الوسط حينها باسم «الألماسة السحرية» حيث كان واحد من أعظم خطوط الوسط في تاريخ كرة القدم.

## مهنته كلاعب
- لعب مع نادي جيروندان بوردو الفرنسي من 1970-1986
- لعب مع نادي أولمبيك مارسيليا الفرنسي من 1986-1988
- على صعيد الأندية، قد لعب 583 مباراة في الدوري الفرنسي الدرجة الأولى
- على الصعيد الدولي، لعب 47 مباراة، وأحرز ستة أهداف

- مع نادي تولوز الفرنسي من 1995 - 1998
- مع نادي باريس سان جيرمان الفرنسي في العام 1998
- مع نادي تولوز من 1999 - 2000
- مع نادي الجيش الملكي المغربي من 2001 - 2003
- مع منتخب جورجيا لكرة القدم من 2004 - 2005
- مع منتخب الغابون لكرة القدم من العام 2006 - 2010 حيث قاده إلى الصعود لنهائيات كأس الأمم الأفريقية لكرة القدم 2010.
- مع منتخب مالي لكرة القدم من العام 2010 - 2013 ، وقاده إلى احتلال المركز الثالث في كأس الأمم الأفريقية لكرة القدم 2012.
- مع منتخب السنغال لكرة القدم من العام 2013 - 2015 ، وقاده إلى الدور الثاني في كأس الأمم الأفريقية لكرة القدم 2015.

## روابط خارجية
- ألان جيراس على موقع الاتحاد الدولي (مؤرشف)  (الإنجليزية)
- ألان جيراس على موقع قاعدة بيانات كرة القدم.إي يو (الإنجليزية)
- ألان جيراس على موقع ليكيب (الفرنسية)
- ألان جيراس على موقع ناشيونال فوتبول تيمز (الإنجليزية)
- ألان جيراس على موقع عالم كرة القدم.نت (الإنجليزية)
- ألان جيراس على موقع كووورة